# René Vermandel
René Vermandel (Zelzate, Flandes Oriental, 23 de març de 1893 - Anderlecht, 20 d'abril de 1958) va ser un ciclista belga que fou professional entre 1920 i 1931.
Al llarg de la seva carrera esportiva aconseguí una cinquantena de victòries, entre elles el Tour de Flandes de 1921, la Volta a Bèlgica de 1921 i 1922, la Lieja-Bastogne-Lieja de 1923 i 1924 i el campionat nacional en ruta de 1922 i 1924.

## Palmarès
- 1913 (independent)
  - 1r de la Brussel·les-Esneux
- 1914 (independent)
  - 1r al Gran Premi de Brussel·les
- 1919 (independent)
  - Campió de Bèlgica
  - 1r a la Brussel·les-Lieja
  - 1r a la Brussel·les-Hoboken
- 1920
  - Vencedor de 2 etapes a la Volta a Bèlgica
- 1921
  - Campió de Bèlgica de ciclo-cross
  - Campió de Brabant
  - 1r al Tour de Flandes
  - 1r a la Volta a Bèlgica i vencedor d'una etapa
  - 1r al Grote Scheldeprijs
  - 1r a la Copa Sels
  - 1r al Circuit de les 3 Viles Germanes
  - Vencedor d'una etapa de la París-Dijon-Lió
- 1922
  -  Campió de Bèlgica en ruta
  - 1r a la Volta a Bèlgica i vencedor de 4 etapes
  - 1r al Critèrium dels Asos
  - 1r al Critèrium de Midi i vencedor de 3 etapes
  - 1r a la Jameppe-Marche-Jameppe
  - Vencedor d'una etapa a la París-Saint Etienne
- 1923
  - 1r a la Lieja-Bastogne-Lieja
  - 1r al Circuit de la Xampanya i vencedor de 2 etapes
  - 1r a la Copa Sels
  - 1r al Circuit de París
  - Vencedor d'una etapa a la Volta a Bèlgica
- 1924
  -  Campió de Bèlgica en ruta
  - 1r a la Lieja-Bastogne-Lieja
  - 1r al Grote Scheldeprijs
  - Vencedor d'una etapa del Critèrium de Midi
  - Vencedor de 2 etapes a la Volta a Bèlgica
- 1925
  - 1r al Critèrium de Midi i vencedor d'una etapa
- 1926
  - 1r al Gran Premi d'Alemanya
  - 1r a la Volta a Leipzig
- 1927
  - 1r a la Volta a Leipzig
  - 1r al Circuit d'Erfurt
  - 1r a la Volta de Magdeburg
  - 1r als Sis dies de Brussel·les (amb Pierre Rielens)
- 1928
  - Vencedor d'una etapa a la Volta a Bèlgica

### Resultats al Tour de França
- 1923. Abandona (3a etapa)